# Willy Omme
Willy Omme (15. marts 1931 – 15. august 2008) var en dansk galleriejer og kunsthandler, der i 1962 grundlagde Galerie Moderne i Silkeborg. 
Willy Omme blev almindeligvis kaldt Omme og var handelsmand og solgte vaskemaskiner. Men han var meget kunstinteresseret og etablerede derfor Galerie Moderne som et weekendforetagende, men det blev hurtigt hans levevej.
Omme havde især et godt blik for den lokale Asger Jorn, som allerede var ved at få sit gennembrud, da Galerie Moderne åbnede. Efter Jorns mening var et galleri i Silkeborg urealistisk, men han ville gerne støtte det. Galleriet specialiserede sig i COBRA-sammenslutningen, og flere herfra kan takke Omme for noget af deres berømmelse. 
Galleriet udviklede sig til et af landets største. Omme tog flere initiativer på kunstområdet som udgivelsen af bøger om Jorn, oprettelsen af Silkeborg-legatet og omdannelsen af Silkeborg Kurbad til et center for kunst.